# Ronald Grätz
Ronald Grätz (* 29 d'octubre de 1958 a São Paulo, Brasil) és un germanista i gestor cultural alemany. Actualment dirigeix el Goethe-Institut a Barcelona. Anteriorment, va ocupar altres càrrecs directius al Goethe-Institut i va ser Secretari General de l'Institut de Relacions Culturals Exteriors (Institut für Auslandsbeziehungen, ifa) des del 2008 fins al 2021. És editor de la revista Kulturaustausch.

## Formació
Ronald Grätz va estudiar filosofia, germanística i teologia catòlica a Tubinga i Frankfurt del Main. Va aprovar el seu primer examen estatal amb una tesi sobre la imatge de Jesús a la novel·la de Wolfgang Koeppen Mort a Roma.

## Biografia
Del 1989 al 1992, Ronald Grätz va treballar com a cap del departament d'alemany per a l'Organització Internacional per a les Migracions (OIM) a São Paulo, així com vicedirector de l'escola de projectes Instituto Benjamin Constant de la UNESCO.
A Barcelona, va treballar com a professor de didàctica i metodologia (alemany com a llengua estrangera) a la Universitat de Barcelona i com a professor d'alemany al Goethe-Institut Barcelona (1994-1998).
A continuació, va ocupar el càrrec de cap de programes culturals per a la regió d'Europa de l'Est/Àsia Central al Goethe-Institut Moscou (1998-2002), va ser assessor de la junta directiva a la seu central del Goethe-Institut a Múnic (2003-2006) i a continuació va ser director del Goethe-Institut Lisboa (2006-2008).
Del 2008 al 2021, va ser Secretari General de l'Institut de Relacions Culturals Internacionals (ifa, Institut für Auslandsbeziehungen amb seus a Stuttgart i Berlín). En la seva funció com a Secretari General, el 2021 Ronald Grätz va signar un acord de col·laboració entre l’ifa i l'Institut Ramon Llull amb l’objectiu de la promoció internacional de la cultura.
Actualment és el director del Goethe-Institut Barcelona.

## Compromís político-cultural
Ronald Grätz és un defensor actiu de valors politico-culturals. Se centra en el fet que cada persona ha d'assumir la seva responsabilitat en la protecció dels drets humans, en la protecció de la naturalesa, en la superació del colonialisme i en contra del gir a la dreta a Alemanya i en el món. Més recentment, ha treballat intensament en la qüestió de com pensar el projecte europeu de manera postnacional, centrant-se en una unió de cultures, societats i nacions en el sentit d'una comunitat solidària. Per a ell, la diversitat en la unitat i assumir responsabilitats per part de cadascú, enfront de la pura defensa dels interessos dels estats, tenen una importància central. Només així es podrà realitzar el gran projecte de pau i la visió d'una veritable unió d'Europa, en forma d'una Europa dels pobles i les cultures. Ronald Grätz ha cooperat amb la politòloga i experta a Europa Ulrike Guérot en aquesta temàtica.

## Afiliacions
- Des del 2012 - Consell Assessor Científic de l'Institut Iberoamericà del Patrimoni Cultural Prussià, Berlín[8]
- Des del 2014 - Consell Assessor Científic del Centre Leibniz d'Estudis Orientals Moderns, Berlín[9]
- Des del 2010 - Comissió d'Europa i Assumptes Internacionals del Consell Cultural Alemany (fins al 2014)[10]
- Des del 2012 - Grup d'Estratègia d'EUNIC Brussel·les (fins al 2016)
- Des del 2012 - Membre de la Comissió de Cultura i Mitjans de comunicació de l'Ajuntament de Stuttgart (fins al 2016)[11]

## Publicacions

### Edicions
- amb Hans-Joachim Neubauer: Carla del Ponte. La meva vida per la justícia. Converses. Amb un assaig introductori de Jutta Limbach. Amb fotografies de Robert Lyons. Steidl, Göttingen 2011 (en alemany).
- amb Hans-Georg Knopp: Cultures of Conflict. Textos sobre política, societat, vida quotidiana i art. Steidl, Göttingen 2011 (en alemany).
- amb Hans-Georg Knopp: Entre espais. Què poden fer les arts en situacions de conflicte? Steidl, Göttingen 2012 (en alemany).
- amb Erik Bettermann: desafiament digital. Relacions internacionals en temps de la Web 2.0. Steidl, Göttingen 2012.
- MINHASP. Un llibre de lectura de la ciutat de São Paulo. Esefeld & Traub, Stuttgart 2013 (en alemany).
- amb Hans-Joachim Neubauer: Jacques Delors. La meva vida per Europa. Converses. Amb un assaig introductori de Hans-Dietrich Genscher. Amb fotografies de Carl de Keyzer. Steidl, Göttingen 2013 (en alemany).
- amb Erik Bettermann: Entre els fronts. Límits als informes neutrals. Steidl, Göttingen 2013 (en alemany).
- amb Johannes Ebert: Drets humans i cultura. El dret humà a la cultura. Steidl, Göttingen 2015 (en alemany).
- amb Hans-Joachim Neubauer: Ernesto Cardenal. La meva vida per amor. Converses. Amb un assaig introductori de Norbert Lammert. Amb fotografies de Susan Meiselas. Steidl, Göttingen 2016 (en alemany).
- amb Hans-Joachim Neubauer: Human Rights Watch. Un retrat. Converses. Amb fotografies d'Ed Kashi. Steidl, Göttingen 2016 (en alemany).
- amb Hans-Joachim Neubauer: Igor Levit. La meva vida per la llibertat. Una conversa. Amb fotografies de Carolyn Drake. Steidl / ifa, Göttingen 2022 (en alemany)[12]
- Pot la cultura salvar Europa? Agència Federal d'Educació Cívica, Bonn 2017 (en alemany).
- amb Roland Bernecker: ciutadania global. Steidl, Göttingen 2017 (versió en anglès 2018).[13]
- amb Roland Bernecker: Cultura i Llibertat. Steidl, Göttingen 2021(en alemany).[14]

### Assajos i col·laboracions
- Lisboa - Maputo - Berlín. Un projecte de música transcultural. A: Dorothee Kimmich, Schamma Schahadad (ed.): Cultures en moviment. Aportacions a la teoria i pràctica de la transculturalitat. Transcripció, Bielefeld 2012, pàgs. 188-210 (en alemany).
- Qui aprèn de qui? Islam a Alemanya. A: Olaf Zimmermann, Theo Geißler: Islam - Cultura - Política. Berlín 2013, pàgs. 46–50 (en alemany).
- Epíleg a: Ulrike Guérot: Was ist die Nation? (Què és la nació?). Steidl / ifa, Göttingen 2019 (en alemany).